# 鳳 (姓)
鳳（ほう、おおとり）は、漢姓の一つ。

## 日本の姓
大阪府堺市にみられる。また西区には鳳（おおとり）という地名が存在する（鳳駅）。

### 著名な人物
- おおとり、なお以下の「おおとり」と読む鳳姓の人物はすべて芸名。
  - 鳳啓助（おおとり） - 漫才師。大阪市出身
  - 鳳谷五郎（おおとり） - 第24代横綱。四股名。
  - 鳳蘭（おおとり） - 元宝塚歌劇団星組トップスターのミュージカル女優。芸名。
  - 鳳八千代（おおとり） - 元宝塚歌劇団トップ娘役の女優。芸名。
- ほう
  - 与謝野晶子 - 出生名は「鳳志よう」。現在の堺市出身。
  - 鳳秀太郎 - 与謝野晶子の実兄。

## 中国の姓
2020年の中華人民共和国の統計では人数順の上位100姓に入っておらず、台湾の2018年の統計では461番目に多い姓で、177人がいる。

## 朝鮮の姓
鳳（ほう、ポン、朝:  봉）は、朝鮮人の姓の一つである。2015年の国勢調査による韓国内での人口は32人。

### 氏族
| 氏族（地域） | 創始者 | 人数（2015年） |
| ------------ | ------ | -------------- |
| 慶州鳳氏     |        | 23             |
| 済州鳳氏     |        | 5              |